# Portopalo di Capo Passero

Ubicació de Portopalo di Capo Passero dins la província

Portopalo di Capo Passero (sicilià Puortupalu) és un municipi italià, dins de la província de Siracusa. L'any 2009 tenia 3.695 habitants. Limita amb els municipis de Pachino, Noto, Ispica i Rosolini.

## Administració
| Període | Identitat          | Partit        |
| ------- | ------------------ | ------------- |
| 2004-   | Fernando Cammisuli | Llista cívica |

## Galleria fotografica

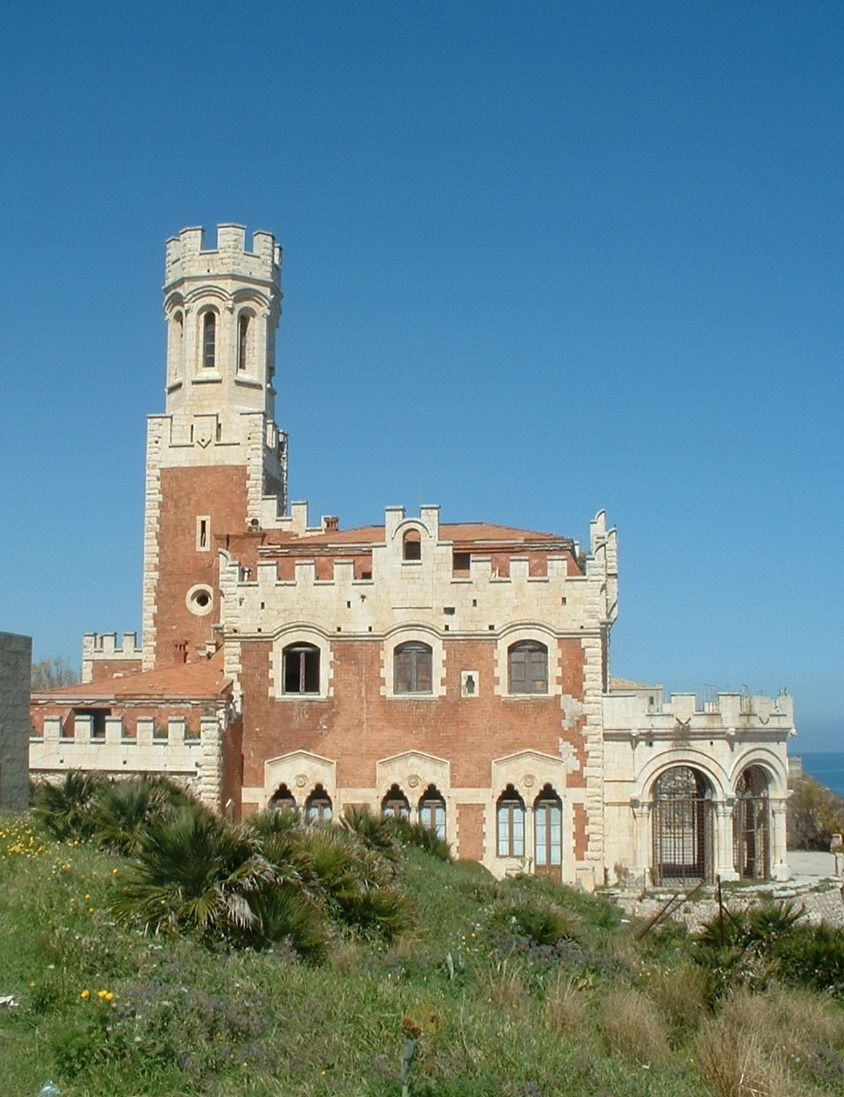
Castell Tafuri.
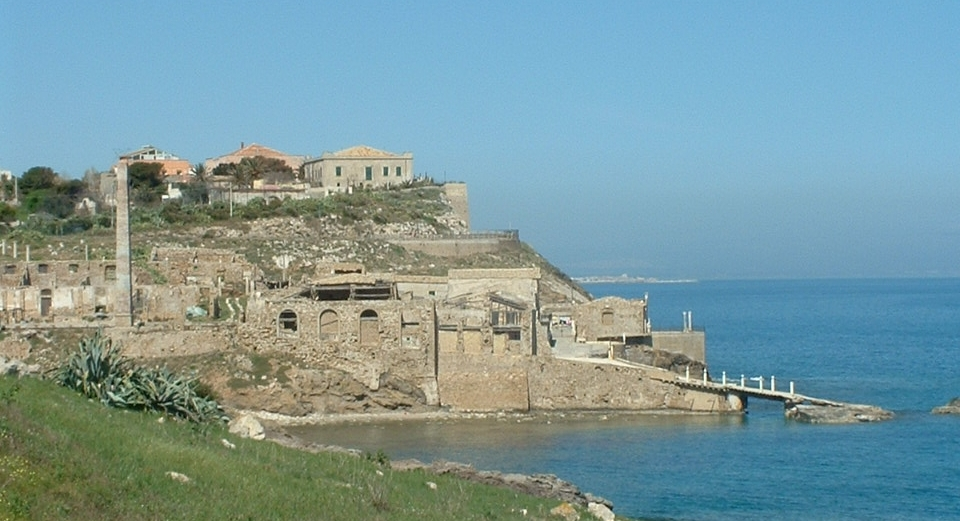
L'antiga tonnara.
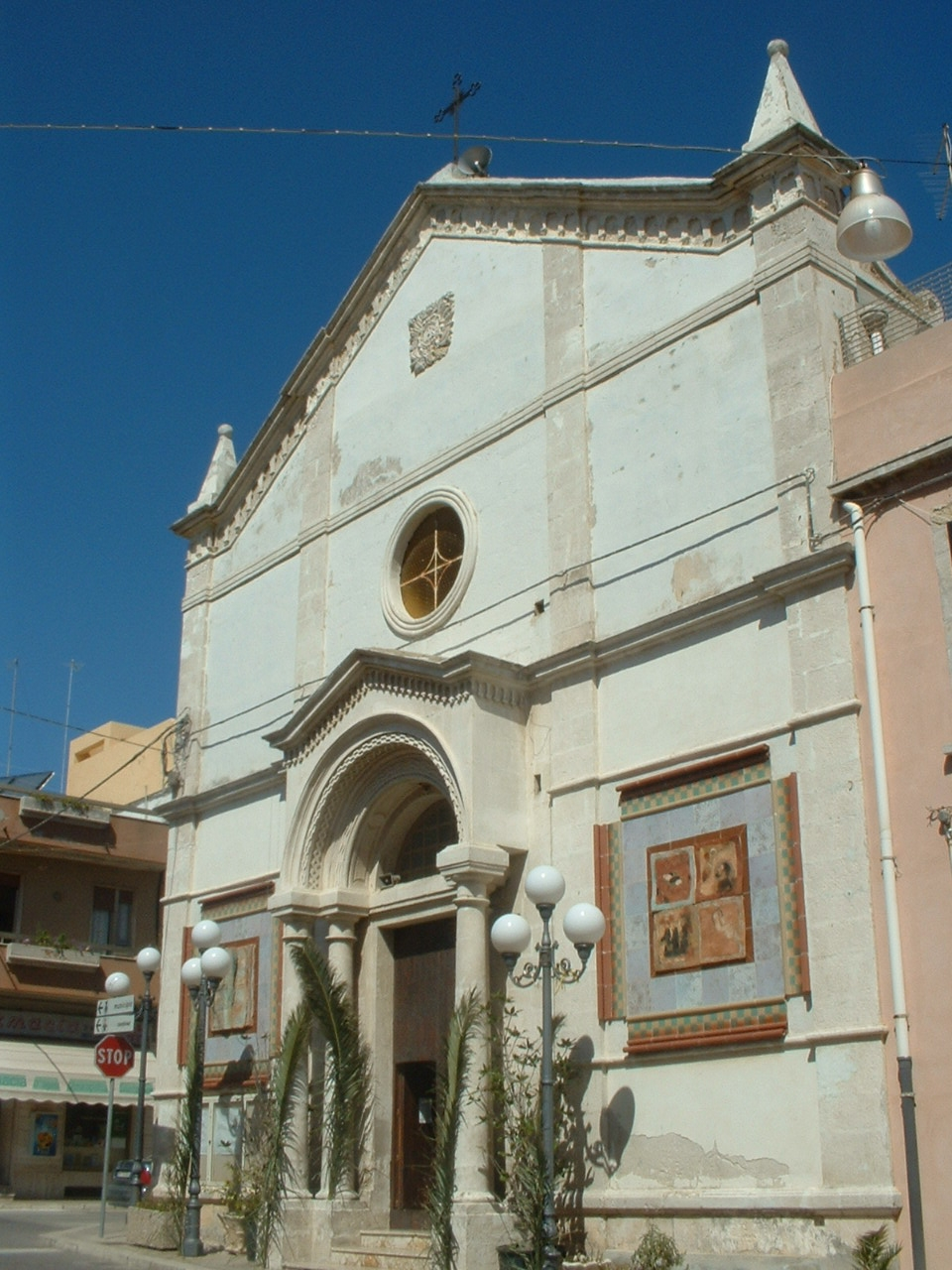
Església de San Gaetano.